# Joachim Burfeindt
Joachim Burfeindt (* 11. Januar 1892 in Schwinge, heute Teil der Gemeinde Fredenbeck; † 17. Januar 1982 in Bremervörde) war ein deutscher Politiker (DP).

## Leben
Burfeindt war vor Kriegsbeginn Landwirt und im Ersten Weltkrieg von 1914 bis 1918 Kriegsteilnehmer. Nach Kriegsende war er genossenschaftlicher Bezirksrat und später Geschäftsführer der Kleinbahnen Bremervörde und Zeven. Im Jahr 1929 wurde Burfeindt Mitglied des Kreistages. Nach der „Machtergreifung“ im Jahr 1933 wurde er wegen Logenzugehörigkeit aller Ämter enthoben. Im selben Jahr wurde er in den NS-Reichskriegerbund überführt. 1936 trat er der NSV bei. Hauptberuflich war er nach Ende des Zweiten Weltkrieges Verbandsvorsteher des Elektrizitätsverbandes Stade sowie Vorsitzender des Aufsichtsrates des Überlandwerkes Nord-Hannover AG.
Burfeindt wurde im Herbst 1946 zum Landrat des Kreises Bremervörde gewählt und übte das Amt von November 1946 bis 1964 aus. Er war im Regierungsbezirk Stade Vorsitzender des Polizeiausschusses. Zwischen dem 7. April 1947 und dem 5. Mai 1959 war er Mitglied des Niedersächsischen Landtages der 1. bis 3. Wahlperiode. Seit dem 28. März 1951 gehörte er der DP/CDU-Fraktion an.

## Ehrungen
- 1957: Verdienstkreuz 1. Klasse der Bundesrepublik Deutschland